# Шунтування
Шунтування (англ. Shunt — відгалуження) — створення додаткового шляху в обхід ураженої ділянки якоїсь судини чи шляху організму за допомогою порожнинної пластичної моделюючої операції.
У загальному випадку під шунтуванням йдеться про операцію шунтування кровоносних судин. Дана операція може проводитися також на шлунково-кишковому тракті і системі шлуночків і цистерн головного мозку.

## Шунтування судин
Шунтування полягає в створенні шунта в обхід звуженої ділянки кровоносної судини, що призводить до відновлення кровотоку в артерії. Шунтування слід відрізняти від стентування, тобто імплантації в просвіт судини спеціальної трубчастої конструкції, що забезпечує відновлення протоку рідини.
В нормальному випадку внутрішня стінка артерій і судин є гладкою поверхнею без будь-яких великих наростів і перешкод, але часто протягом життя у людини розвивається атеросклероз, що приводить до утворення на стінках судин атеросклеротичних бляшок. Вони звужують просвіт судин і порушують кровотік в органах і тканинах. У процесі збільшення кількості та розмірів бляшок просвіт судини повністю закривається, що призводить до некрозу тканин і органів.
Зазвичай шунтування застосовується при коронарній хворобі серця, при якій коронарні артерії — головні судини, що живлять серце — уражаються атеросклерозом. Однак шунтування застосовується і для відновлення кровотоку в периферичних артеріях (наприклад, в артеріях нижньої кінцівки).

### Підготовка до операції
Перед операцією лікар проводить повний огляд пацієнта з урахуванням його скарг і симптомів. Як правило, після огляду, в якому особлива увага приділяється пульсації артерій і судин, призначається який-небудь вид неінвазивного (неруйнівного) обстеження:
- дуплексне ультразвукове сканування;
- магнітно-резонансна ангіографія;
- рентгеноконтрастна ангіографія.

### Показання до проведення операції
Наявність симптомів атеросклерозу (в тому числі ішемічна хвороба серця, аневризми) є однією з підстав для призначення операції шунтування, яка також призначається в разі неможливості проведення стентування і ангіопластики.

### Техніка проведення операції
Як правило, операція проводиться під загальною анестезією. Як матеріал для шунта в загальному випадку вибирають ділянку підшкірної вени стегна, оскільки вона має досить великий діаметр в розтині, а видалення її ділянки майже ніяк не позначається на кровотоці кінцівки. До того ж у разі розвитку атеросклерозу стегнові вени виявляються найбільш «чистими» і не піддаються впливу захворювання. Однак іноді використовують синтетичні матеріали для створення шунта.
При аортокоронарному шунтуванні використовують або внутрішню грудну, або променеву артерію руки. У разі вибору променевої артерії руки проводиться додаткове обстеження, що з'ясовує можливість операції і її вплив на кровотік руки. Як правило, у ролі донора виступає не ведуча рука (ліва для правші і права для шульги).
Під час операції шунтування хірургом робиться розріз в межах передбачуваного місця кріплення шунта на судині, після чого шунт підшивається до розрізу, створюючи додатковий шлях для кровотоку. Далі слідують процедури обстежень (УЗД, ангіографія) для перевірки якості встановленого шунта і його належного функціонування.

### Післяопераційний період
Післяопераційний період триває від 7 до 14 днів (при нормальному загоєнні післяопераційної рани). У післяопераційному періоді необхідно регулярно проводити перев'язку післяопераційної рани. Також доцільно призначення антибіотиків, нестероїдних протизапальних препаратів, засобів анальгезії і обов'язкових антикоагулянтів і дезагрегантів. Такі препарати, як аспірин, після виписки пацієнт приймає регулярно і повік. На сьогодні коронарне шунтування, як «золотий стандарт», є найефективнішим методом відновлення кровотоку у вінцевих артеріях серця.

## Шунтування при гідроцефалії
Шунтування є найпоширенішою нейрохірургічною операцією при гідроцефалії (водянки головного мозку). Воно проводиться з метою видалення надлишку спинномозкової рідини. Після трепанації черепа один кінець шунта, який закінчується рентгеноконтрастним катетером, вводиться в порожнину розширеного шлуночка. Проміжна, найдовша частина, виготовлена з силікону, проводиться підшкірно. Дистальний кінець, також має катетер, відкривається в черевній або грудній порожнині, що забезпечує дренування. Альтернативно, дистальний катетер вводиться в порожнину правого передсердя (вентрикуло-атріального шунтування). Шунт забезпечений помпою, автоматично регулює тиск спинномозкової рідини.

## Шлункове шунтування
Шлункове шунтування — операція, спрямована на боротьбу із зайвою вагою. У Північній Америці (США + Канада) за інформацією на 2009 рік, виконувалося близько 200 000 шлункових шунтувань в рік.
Історія цієї операції налічує близько 50 років.
Суть операції полягає в тому, що шлунок прошивається скріпками на два відділи — маленький, обсягом близько 50 мл, і великий шлунок (вся інша частина). До маленького шлунку підшивається тонка кишка (місце з'єднання шлунка і кишки називається гастроентероанастомоз). Оскільки обсяг малого шлунка становить всього 50 мл, людина після цієї операції не може з'їсти багато їжі, вона наїдається зовсім невеликою кількістю.
Крім цього, їжа, що з'їдається людиною, тепер йде новим шляхом, не потрапляючи в великий шлунок і більшу частину тонкої кишки. Це означає, що не тільки обсяг з'їденої їжі зменшується, а й також істотно зменшується всмоктування поживних речовин.
Таким чином, поєднання цих двох чинників — зниження кількості їжі, що з'їдається і зменшення всмоктування поживних речовин — призводить до того, що пацієнт втрачає до 80% зайвої ваги.
Дана операція на сьогодні розглядається як двоетапна, першим етапом якої є гастропластика або бандажування шлунка, а в тому випадку, якщо первинні операції не привели до очікуваного результату — то другим етапом розглядається конверсія простіших операцій в шунтування.